# Districte de Rasina
El Districte de Rasina (en serbi:Расински округ/Rasinski okrug) és un districte de Sèrbia que s'estén pels territoris del centre del país. Té una població de 241.999 habitants, i el seu centre administratiu és Kruševac.

## Municipis
El districte està format pels municipis de:
- Varvarin
- Trstenik
- Ćićevac
- Kruševac
- Aleksandrovac
- Brus

## Composició ètnica
Segons el cens del 2011, la composició ètnica del districte és la següent:
| Grup ètnic   | Habitants |
| ------------ | --------- |
| Serbis       | 232.552   |
| Gitanos      | 3265      |
| Montenegrins | 444       |
| Altres       | 5.738     |
| Total        | 241.999   |

## Cultura i història
Kruševac i les seves proximitats acullen nombrosos monuments històrics, entre els quals destaquen la Vila de Lazar, amb les restes d'una fortificació medieval i l'Església de Lazarica, construïda el 1376 en ocasió del naixement del fill de Stefan.
També són prominents la torre de Donjon, la fortificació militar d'un castell medieval i el Monestir de Ljubostinja, fundat per la Princesa Milica, l'esposa de Lazar, entre finals del segle xiv i començaments del XV, després de la batalla de Kosovo.

## Economia
En l'economia de la regió hi tenen un paper destacat la indústria química ("Merima, "Miloje Zakić" i "Župa"), l'empresa "14 oktobar" de Kruševac dedicada al sector de la indústria metal·lúrgica, i "Crvena zastava" al sector de la fusta.